# Danica Roem
Danica Roem (Prince William County, 30 september 1984) is een Amerikaans journalist en politica van de Democratische Partij. Ze werkte negen jaar als onderzoeksjournalist voor Gainesville Times en Prince William Times voor ze zich kandidaat stelde voor een politiek ambt. In 2017 werd ze gekozen als afgevaardigde in het Virginia House of Delegates. Roem is een transgender vrouw en zal de eerste openlijk transgender persoon zijn die zetelt in de wetgevende macht van een Amerikaanse staat. In de verkiezing versloeg ze de zittende Republikein Bob Marshall, die nationaal bekend werd om zijn voorstel om transpersonen te dwingen het openbare toilet te gebruiken van het geslacht waarmee ze geboren werden.